# 템비 록
템비 록(Tembi Locke)은 미국의 배우이다.

## 출연 작품

### 영화
- 덤 앤 더머 투 (2014년) - Dr. 월콧 역
- 버키 라슨: 나도 스타다 (2011년)
- 윈드폴 (2006년)
- 스틸 (1997년)
- 링거 (1996년) - 닐리 역
- 슬라이더 (1995년)
- 비버리힐즈의 아이들 (1990년)

### 텔레비전
- 윈드폴
- 비버리힐즈의 아이들